# Bystrica (Hron)
Die Bystrica ist ein 23,2 km langer Fluss in der Mitte der Slowakei und ein rechter Nebenfluss des Hron.

## Verlauf

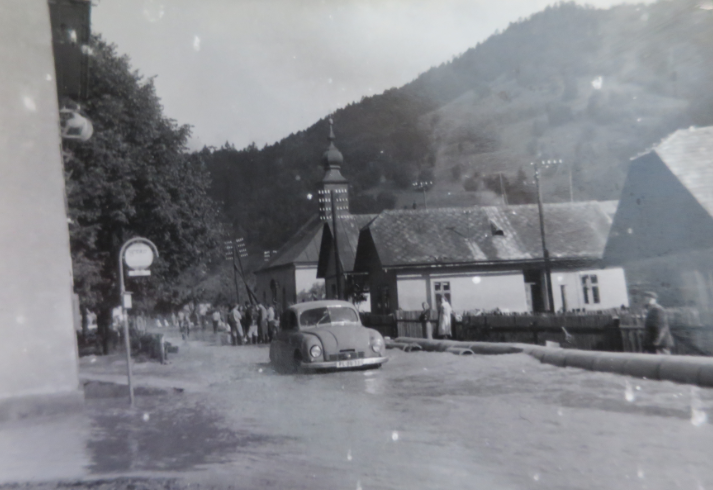
Bystrica-Hochwasser in Uľanka, historische Aufnahme (1974)

Der Fluss entspringt in der Großen Fatra am südlichen Hang des Bergs Kráľova studňa (1384 m n.m.) und fließt zuerst gen Süden durch das Tal Bystrická dolina. Unmittelbar vor Dolný Harmanec mündet der rechtsseitige Harmanec in den Fluss, kurz vor dem Ort Harmanec wendet sich der Fluss nach Osten, dabei fließt er parallel zur Straße 1. Ordnung 14 und zur Bahnstrecke Banská Bystrica–Dolná Štubňa. Bei Uľanka, dem nördlichsten Stadtteil von Banská Bystrica, im Gebirge Starohorské vrchy, kommt von der linken Seite der Starohorský potok, danach macht der Fluss einen Knick nach Südosten, entlang der Bahnstrecke und der Straße 1. Ordnung 59 und nach etwa vier Kilometern kommt es zum letzten Richtungswechsel nach Süden. Die letzten Kilometer verlaufen im bebauten Stadtgebiet, mit der Mündung in den Hron unmittelbar nach der Straßenbrücke am Štadlerovo nábrežie im Zuge der Straße 1. Ordnung 66.